# René Sack
René Sack (ur. 14 lipca 1976) – niemiecki lekkoatleta, kulomiot.
Czterokrotny medalista mistrzostw Niemiec, w tym halowy mistrz kraju (2001). Zakończył karierę w 2005 i pracuje jako trener, m.in. niemieckiej dyskobolki Nadine Müller. Młodszy brat Sacka – Peter także uprawiał pchnięcie kulą.

## Osiągnięcia
| Rok  | Zawody                      | Lokata      | Wynik      |       |
| ---- | --------------------------- | ----------- | ---------- | ----- |
| 1995 | Mistrzostwa Europy juniorów | Nyíregyháza | 2. miejsce | 16,89 |
| 2001 | Uniwersjada                 | Pekin       | 7. miejsce | 18,85 |
| 2003 | Uniwersjada                 | Daegu       | 4. miejsce | 19,22 |

## Rekordy życiowe
- pchnięcie kulą – 19,84 (2002)
- pchnięcie kulą (hala) – 19,81 (2002)